# Зоран Радисављевић
Зоран Радисављевић (Нови Сад, 16. април 1971) је српски енигмата и први председник Савеза загонетача Србије.

## Биографија
Рођен је у Новом Саду, где је завршио математички смер у гимназији „Јован Јовановић Змај“. Сарађује редовно или повремено са енигматским и неенигматским часописима из Србије, Хрватске, БиХ, САД. Од 1992. до 2005. радио је као новинар у информативном програму Телевизије Нови Сад.

## Енигматски почеци
У свету енигматике појавио се 1983. објавивши први рад у загребачком часопису „Квиз“. Исте године, као дванаестогодишњак, освојио је прво место на конкурсу за састављаче погађаљке (мастермајнд са словима).
Године 1986. на конкурсу за анаграмисте освојио је друго место у конкуренцији најбољих југословенских енигмата. Том приликом, на задату тему („Смотра братства и јединства, Решетари“) саставио је анаграм: Радите баш то, стварајте свестрани мир!

На загребачком квизу „Бројке и слова“ током 1987. забележио је максималних 10 победа. Две године касније победио је и на првом мастерс турниру „Бројке и слова“.
Током година Радисављевић је састављао анаграме и учествовао на разним квизовима, а саставља и ребусе, палиндроме, укрштене речи, магичне квадрате и друге загонетке. Објављује радове и под псеудонимима Квизмастер, Арвидас Вељић, др А. Васиљевић, Зорадис, итд.

## Оснивање Савеза загонетача Србије
У августу 2005. иницирао је оснивање Савеза загонетача Србије (СЗС), чији председник је био до 2008.
Након оснивања СЗС учланио се у World Puzzle Federation (WPF). Репрезентација Србије постала је редован учесник на светским првенствима загонетача и успела да освоји две сребрне и једну бронзану медаљу.

## Организатор енигматских манифестација
Радисављевић се ангажовао и у организовању енигматских такмичења од којих су најзначајнија:
- Меморијал Томислава Мунишића (од 2000. године, скуп енигмата у знак сећања на трагично настрадалог колегу из Београда)
- Првенство Србије у квизовци (од 2005. године)
- Првенство Србије у решавању логичких проблема (од 2005. године)
- Првенство Србије у решавању судокуа (од 2006. године)
- Квиз куп Србије (од 2008. године, смотра домаћих мајстора квизова)
- Лига решавача (од 2009. године, интернет такмичење у решавању енигматских задатака)
- Куп Србије у решавању ребуса (од 2010. године, интернет такмичење)
- Зоранове енигматске заврзламе (периодично интернет такмичење)

## Промотор енигматике у медијима
Током 1996. и 1997. Радисављевић је на ТВ Нови Сад припремао енигматску рубрику која је 50 пута ишла у оквиру емисије „Новосадске разгледнице“. Енигматске прилоге и наградне задатке повремено је припремао и за недељни „Јутарњи програм“на РТС (водитеља Жике Николића).
У јулу 2002. покренуо је интернет форум „Енигма кафе“, место које окупља љубитеље енигматике и на коме се одржавају бројна такмичења, пре свега Међународно првенство Србије за анаграмисте.
Радио „Сигнал“ из Новог Сада током 2009. емитовао је квиз “3-2-1“ који је Радисављевић припремао и водио. Водио је и мини-квизове у ноћном програму Радио Новог Сада. За српску „Квискотеку“ на Телевизији Фокс саставио је око 150 анаграма.
Гостовао је у телевизијским емисијама („Београдска хроника“, „Јутарњи програм“, „Мира Адања - Полак и Ви“), радијским емисијама (Радио Београд, Радио Нови Сад), као и кроз чланке у дневним новинама („Дневник“, „Грађански лист“, „Глас јавности“, „Политика“). Чланке о њему и српској енигматици објављивале су и иностране новине: шпанска „Марка“, пољска „Rozrywka“, амерички магазини „The Enigma“, „Word Ways“, хрватски „Квизорама“ и „Квискотека“ 

## Аутор енигматских књига
Објавио је две енигматске књиге: „Свет анаграма“ (2004) и „World of Anagrams“ (2010). Првом књигом представио је најзначајније анаграмисте са подручја СФРЈ, а друга је написана на енглеском језику и садржи преко 2.700 радова на енглеском, италијанском, француском, шпанском, немачком, српском, хрватском, холандском, норвешком, латинском и грчком језику.